# Sloan, Iowa
Sloan là một thành phố thuộc quận Woodbury, tiểu bang Iowa, Hoa Kỳ. Năm 2010, dân số của thành phố này là 973 người.

## Dân số
Dân số qua các năm:
- Năm 2000: 1032 người.
- Năm 2010: 973 người.